# Karl Krampe
Heinrich Carl Krampe (* 18. Januar 1858 in Baak, heute Hattingen an der Ruhr; † 21. Oktober 1934 in Essen) war ein deutscher Bergmann, Winkelier und Mundartdichter.

## Leben
Karl Krampe war der älteste Sohn eines Gewehrfabrikanten und wurde später Bergmann. Nach Schließung der Königlich Preußischen Gewehrfabrik Saarn im Jahr 1861 zog die Familie nach Dahlhausen um in den ältesten Hof auf dem Sattelgut (Sadelhof Daelhuson), der später auch Krampenhof genannt wurde. Sein Vater wechselte dort in den Beruf eines Fuhrmanns.
Zunächst begann Karl Krampe als Pferdetreiber auf der Zeche Friedlicher Nachbar in Linden. Er wechselte später zur Zeche General (Schacht Berger) in Dahlhausen, wieder als Pferdetreiber, aber diesmal in der Grube. Auf Zeche Hasenwinkel kam Karl Krampe nach nicht allzu langer Zeit als Lehrhauer „vor die Kohle“.
Karl Krampe war zusammen mit seinem Bruder Hermann aktiv in der Bergarbeiterbewegung. Beide zählen zu den ersten Sozialdemokraten in Dahlhausen, Hermann wurde 1921 Ortsvorsteher von Dahlhausen. Auf Grund seines Engagements im Bergarbeiterstreik durfte Karl Krampe seinen Beruf als Bergmann nicht mehr ausüben. Bei der Geburt seiner vierten Tochter Anna am 26. Juli 1891 gab Karl Krampe daher als Beruf Hausierer an. 1892 zog er, wie aus der behördlichen Beobachtung der Sozialdemokraten im Amt Linden-Dahlhausen hervorgeht, nach Eppendorf bei Wattenscheid. Er wohnte dort einige Zeit in Haus No. 182 1/2. Es lässt sich heute nicht mehr genau nachvollziehen, aber im Zeitraum von 1904 bis 1914 zog die Familie um nach Essen. Dort ließ Karl Krampe als Beruf Bergmann in das hiesige Adressverzeichnis eintragen. Ob Karl Krampe aber tatsächlich wieder für einige Jahre als Bergmann gearbeitet hat, lässt sich nicht belegen. Ab 1920 übte er den Beruf eines Kaufmanns und Lebensmittelhändlers aus.
Karl Krampe heiratete am 6. Mai 1884 in Linden Maria Lütteke (* 27. März 1862 in Velmede; † 13. November 1896 in Eppendorf) und am 12. Oktober 1899 in Niederwenigern Mathilde Hausmann (* 4. November 1859 in Niederwenigern; † 24. Mai 1945 in Linden). Karl Krampe verstarb am 21. Oktober 1934 im Alter von 76 Jahren im Krankenhaus der Huyssens-Stiftung in Essen.

## Literarisches Schaffen
Karl Krampe hielt seine Erinnerungen in den 1920er Jahren schriftlich fest. Das Ruhrtal gilt als eine der "Wiegen des Ruhrbergbaus". Zahlreiche bergbauliche Überreste erinnern daran. Im Vergleich zu diesen erhaltenen technischen Denkmälern bleibt das Bild der Menschen, die einst hier lebten und arbeiteten, oft schemenhaft. Karl Krampes Erzählungen und Erinnerungen geben diesen Menschen wieder eine Gestalt.
Seine Manuskripte bestanden aus 456 Blättern, die von seiner Familie lange aufbewahrt wurden. Er beschreibt darin das bäuerliche Leben im Ruhrtal ebenso wie die Arbeit unter Tage und erzählt von Menschen, die die Landschaft prägten und von ihr geprägt wurden. Er schildert aber auch die Veränderungen, die er miterlebt hat: Den Bau der Eisenbahn, das Verschwinden der bäuerlichen Alltagskultur, den Wegzug der Bergleute. Auf diese Weise entwirft er das Bild einer Region, die bereits vor mehr als hundert Jahren einen Strukturwandel erlebte, der den Alltag der Menschen tiefgreifend veränderte.
Heute befinden sich seine Schriften im Westfälischen Industriemuseum Zeche Nachtigall in Bommern als Dauerleihgabe, wo ihm und der von ihm so treffend geschilderten Region auch eine eigene Abteilung gewidmet ist, die 2007 eröffnet wurde.
Einige der Erinnerungen und Erzählungen wurden 2006 von Olaf Schmidt-Rutsch in Karl Krampe: Geschichten aus dem Ruhrtal veröffentlicht, darunter auch Texte in niederdeutscher Sprache.